# Boeing T-7 Red Hawk
Boeing T-7 Red Hawk (wcześniej znany pod nazwą Boeing T-X) – amerykański samolot szkolno-treningowy przeznaczony dla United States Air Force, zwycięzca w programie T-X, który wyłonił następcę samolotu Northrop T-38 Talon. Konstrukcja powstała w ramach współpracy Boeing Defense, Space & Security będącego częścią Boeinga i szwedzkiego Saab Group.

## Historia

### Geneza

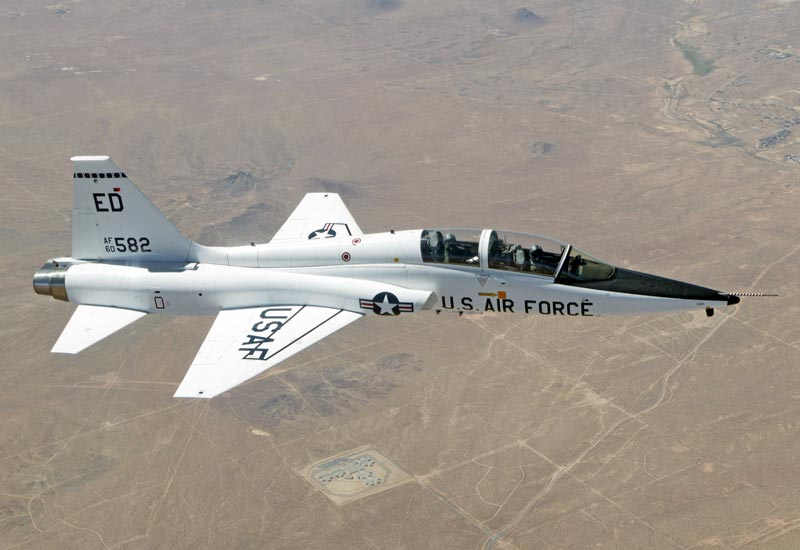
T-38 Talon

Wstępne prace nad zastąpieniem zaprojektowanego jeszcze w latach 50. XX wieku samolotu szkolenia zaawansowanego Northrop T-38 Talon rozpoczęto w Air Education and Training Command (AETC) w 2003 roku. Było to o tyle istotne przedsięwzięcie, iż T-38 był zdolny do realizacji jedynie 6 zadań szkoleniowych z 18, jakie są niezbędne do wykonania przez kursantów zaawansowanego szkolenia lotniczego US Air Force (na T-38 realizowane jest jedynie 33% zadań szkoleniowych). Konsekwencją takiego stanu rzeczy była realizacja zadań szkoleniowych przez jednostki wyposażone w liniowe samoloty bojowe, zdecydowanie droższe w eksploatacji niż T-38. Dodatkowo, wiekowe Talony coraz więcej czasu spędzały w warsztatach lotniczych, przechodząc naprawy mające utrzymać samoloty w powietrzu. Ostatni T-38 został dostarczony amerykańskim siłom powietrznym 31 stycznia 1972 roku. Od tego czasu zainicjowano i przeprowadzono szereg programów modernizacyjnych. Od prowadzonego w połowie lat 80. XX w. programu Pacer Classic, w trakcie którego maszynom wymieniono podłużnicę grzbietową, zmodyfikowano podwozie i instalację hamulcową, po rozpoczęty pod koniec lat 90. program Wing Life Improvement Program, mający na celu opracowanie zmodyfikowanych skrzydeł samolotu. W połowie lat 90. XX wieku podjęto decyzję o modernizacji Talonów do wersji T-38C. Obejmowała ona unowocześnienie awioniki samolotu, w celu lepszego przygotowania przyszłych pilotów wojskowych do bezkolizyjnej przesiadki na współczesne maszyny używane w lotnictwie wojskowym. Program modernizacji awioniki samolotów otrzymał oznaczenie Avionics Upgrade Program (AUP), za jego wykonanie odpowiedzialna została firma Boeing wraz ze swoimi izraelskimi kooperantami. Kabinę załogi wyposażono w kolorowe, wielofunkcyjne, wyświetlacze ciekłokrystaliczne. Kursant siedzący na przednim fotelu otrzymał do swojej dyspozycji wyświetlacz przezierny HUD. Siedzący na tylnym fotelu instruktor ma do dyspozycji repetytor wskaźnika. Zmodernizowano systemy nawigacyjne samolotu, instalując wykorzystującą żyroskopy laserowe platformę bezwładnościową H-746G firmy Honeywell. Zainstalowano odbiornik systemu TACAN oraz system ostrzegający przed kolizją. Kabina została przystosowana do sterowania typu HOTAS. Równolegle do programu AUP prowadzono prace mające na celu modernizacje zespołu napędowego samolotu. Obejmowały one modyfikację dysz wylotowych silników, instalacje cyfrowego układu sterowania FADEC, modyfikacje wlotów powietrza do silników. W 2005 roku podpisano kontrakt na modernizację systemów ratunkowych załogi samolotu. W jego ramach zainstalowano fotele wyrzucane Martin-Baker MkUS16T. Podjęte programy utrzymywały samoloty w powietrzu jednak czas ich trwania ulegał wydłużeniu, generując dodatkowe koszty szkolenia. Z drugiej strony, skala problemów technicznych była na tyle duża, iż od 2011 roku gotowość do lotu floty używanych 431 Talonów spadła poniżej 75%, co samo w sobie było wartością nie do zaakceptowania przez AETC. Tym niemniej brak rozstrzygnięć wobec wymiany samolotów zmusił siły powietrzne do dalszych prac modernizacyjnych. 30 sierpnia 2016 roku amerykańskie lotnictwo ogłosiło przetarg na dostawę nowych kompletów skrzydeł do T-38. Trwa kolejny już program Pacer Classic III, w ramach którego na 150 samolotach zmodernizowana zostanie struktura płatowca. 4 stycznia 2016 roku Departament Obrony poinformował o przyznaniu firmie Boeing kontraktu na integracje awioniki i wsparcie logistyczne eksploatacji pozostałych w służbie Talonów do stycznia 2026 roku. Obecne szacunki, wskazują rok 2029 jako ostatni rok eksploatacji T-38.
Od 2015 roku przedstawiciele US Air Force informowali Kongres Stanów Zjednoczonych o narastających brakach personelu latającego. W 2017 roku, generał Gina Grosso, zastępca szefa sztabu sił powietrznych ds. personelu (Deputy Chief of Staff for Manpower, Personnel and Services) określiła sytuację mianem kryzysu. Trwająca nieprzerwanie wojna z terroryzmem wymaga od sił powietrznych ciągłego zaangażowania swoich środków w różnych miejscach świata, znacząco większego niż w okresie tuż po zakończeniu zimnej wojny. Aktywność operacyjna zużywa dostępny sprzęt, ale również powoduje odpływ wykwalifikowanych załóg do cywilnego sektora, oferującego większą gratyfikacje finansową. Problem dotyczy zarówno United States Air Force, jak również lotnictwa United States Navy i United States Marine Corps. Zmusza to Siły Powietrzne do zaspokajania rosnących potrzeb osobowych poprzez wdrażania jak najbardziej efektywnych systemów treningowych, zdolnych do wyszkolenia nowych pilotów. Z drugiej strony proces wprowadzania do linii najnowszej piątej generacji samolotów Lockheed Martin F-35 Lightning II stawia bardzo wysokie wymagania zarówno dla obsługujących go pilotów, jak i systemów szkolących personel przeznaczony do ich obsługi. Wymienionym zadaniom nie jest w stanie podołać T-38.

### Program T-X

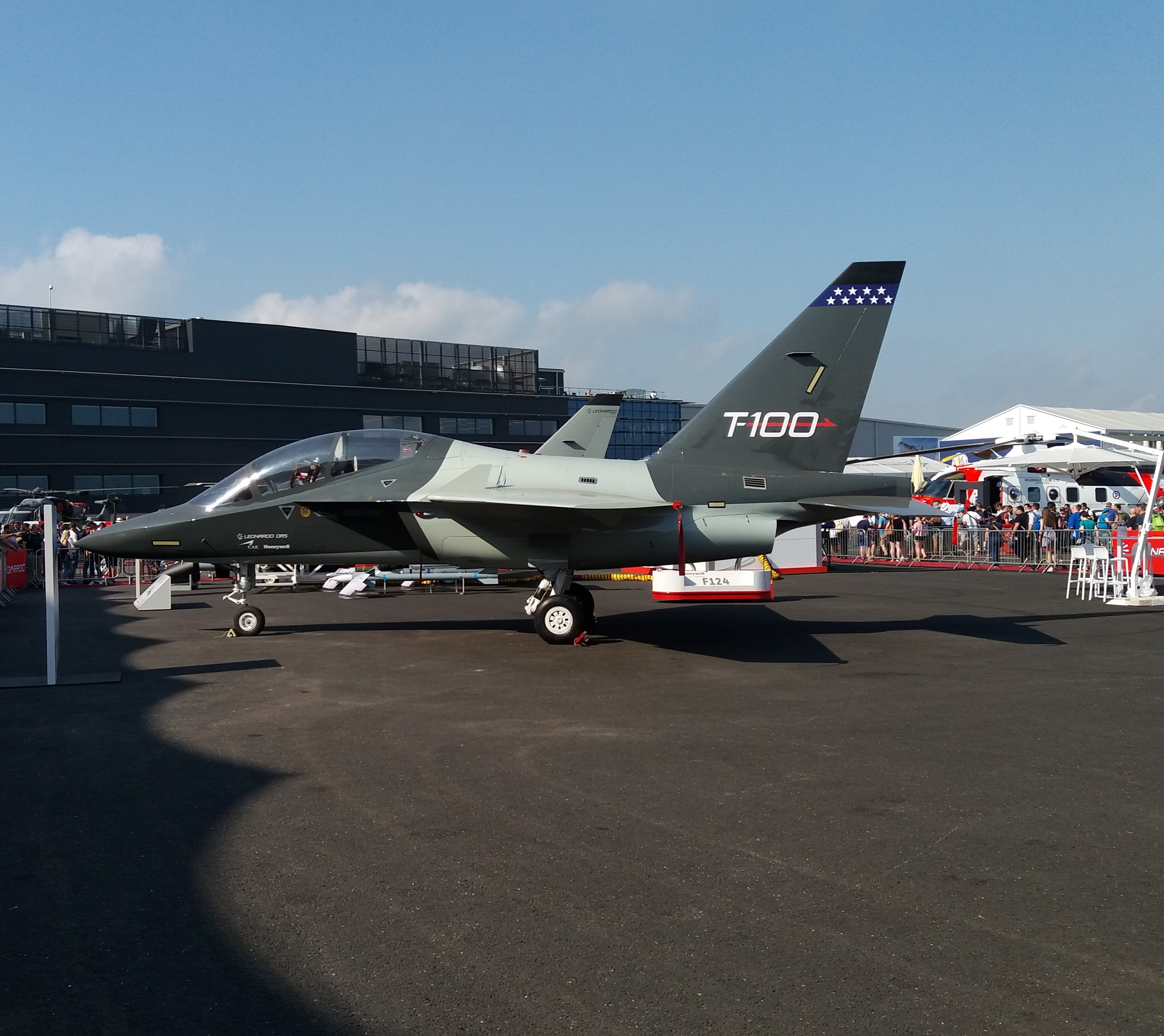
Leonardo T-100

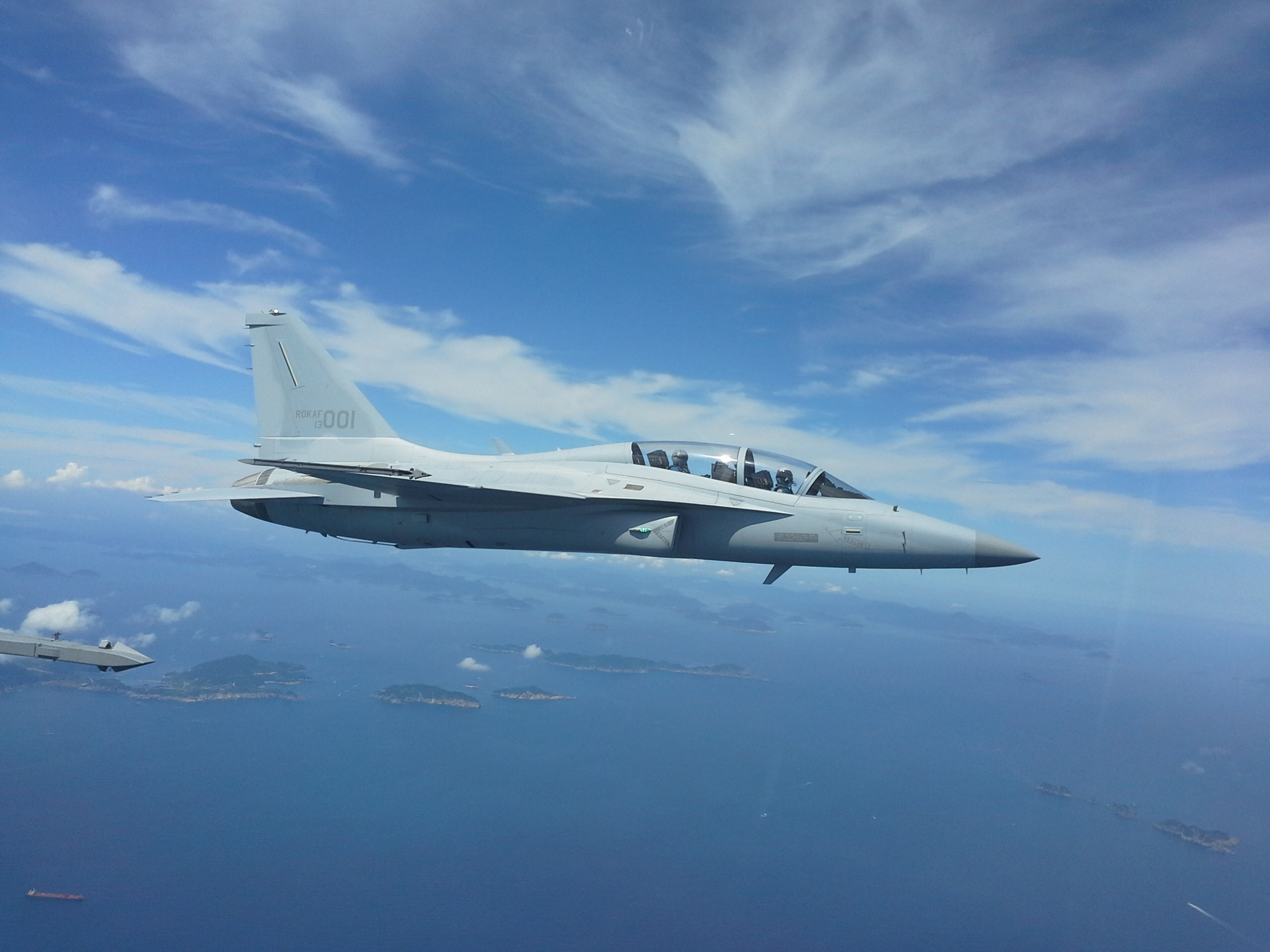
KAI FA-50, na bazie tej maszyny powstał biorący udział w konkursie T-50A

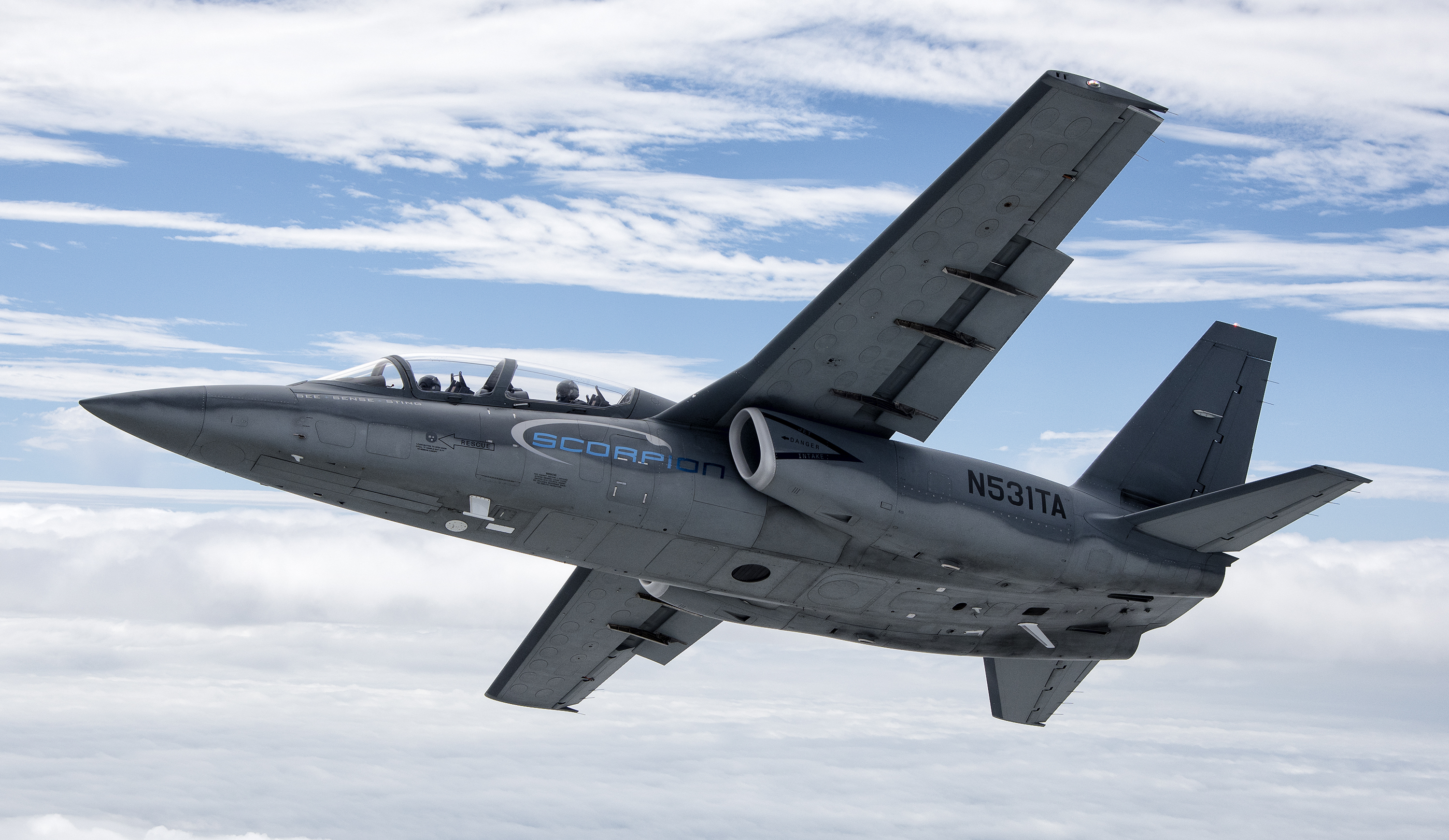
Textron AirLand Scorpion

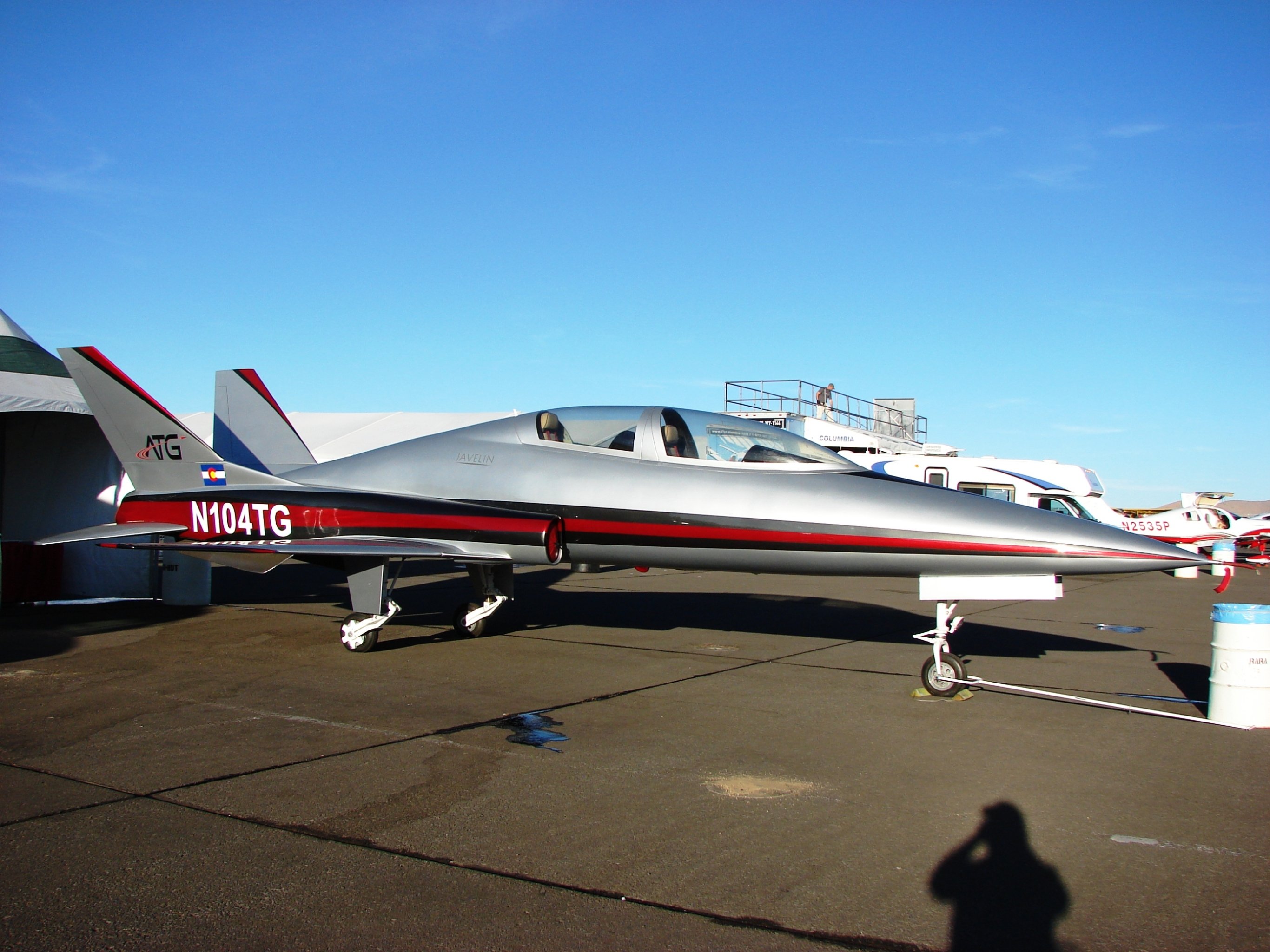
ATG Javelin

Z potrzeby wymiany starzejącej się floty T-38 zdawano sobie doskonale sprawę już na początku XXI wieku. Pierwsze prace z tym związane rozpoczęły się w 2003 roku, ale realia finansowe, brak środków na finansowanie programu oddalały w czasie formalne decyzje. W 2010 roku zainicjowano program wymiany Talonów, którego pierwszym celem było zdefiniowanie wymagań stawianych nowym samolotom. Jedną z pierwszych firm, która wyraziła zainteresowanie projektem był Northrop Grumman, który już w 2011 roku nawiązał współpracę z brytyjską wytwórnią BAE Systems, w celu przygotowania oferty z samolotem Hawk AJT (Advanced Jet Trainer). W październiku 2012 roku upubliczniono pierwsze informacje na temat oczekiwań sił powietrznych względem następcy T-38. W styczniu 2013 roku, Alenia Aermacchi oraz amerykański General Dynamics ogłosiły podpisanie listu intencyjnego w sprawie utworzenia konsorcjum, którego celem była współpraca przy budowie samolotu T-100, mającego wziąć udział w programie T-X. Bazą do budowy T-100 został włoski Alenia Aermacchi M-346, który miałby zostać poddany modyfikacjom pod kątem wymagań US Air Force. Rearanżację miała przejść kabina samolotu, przystosowana do użycia systemu gogli noktowizyjnych, instalacji dużych wyświetlaczy dotykowych dla obydwu członków załogi oraz systemu ostrzegania o kolizji. Maszyna miał być przystosowana do pobierania paliwa w locie przy użyciu dominującego w US Air Force systemu ze sztywnym przewodem. T-100 napędzany byłby silnikiem Honeywell/ITEC F124, tym samym co oryginalny Master. W przypadku zwycięstwa amerykańsko-włoskiej oferty, Honeywell zobowiązał się do produkcji swoich jednostek w zakładach mieszczących się w Phoenix w Arizonie. W tamtejszych zakładach powstają jednostki przeznaczone dla izraelskich M-346. W powstałym konsorcjum, dominującym partnerem został amerykański General Dynamics. 6 grudnia 2013 roku oficjalnie ogłoszono informację o nawiązaniu współpracy pomiędzy amerykańskim Boeingiem a szwedzkim Saabem, mającej na celu wzięcie udziału w rywalizacji w programie T-X. Pierwsze doniesienia o zamierzeniach amerykańsko-szwedzkiego partnerstwa wskazywała, iż efektem współpracy ma być zmodernizowana pod kątem wymagań amerykańskich sił powietrznych dwumiejscowy JAS-39D Gripen. W kwietniu 2014 roku, swoje zainteresowanie wzięciem udziału w konkursie wyraził Textron AirLand odpowiedzialny za produkcje samolotu Textron AirLand Scorpion. 18 marca 2015 roku, na stronie Federal Business Opportunities, opublikowano zapytanie o informacje – Request For Information (RFI), skierowane do potencjalnych oferentów zainteresowanych wzięciem udziału w nowym programie. Dwa dni później, 20 marca, AETC opublikowały wstępne założenia przetargu na nowy samolot. Pierwotnie publikacje wymagań planowano na połowę 2016 roku, wykorzystano jednak niestabilną sytuację międzynarodową do przyśpieszenia modernizacji sił zbrojnych i zwiększenia wydatków na obronność. Wśród ponad stu warunków technicznych, jakimi musiała się charakteryzować nowa konstrukcja, za najważniejsze uznano łatwość eksploatacji, utrzymanie zdolności do lotów floty 350 samolotów na poziomie 80%, zdolność do lotów z przeciążeniem powyżej 6,5 g w ciągu co najmniej 15 sekund oraz wsparcie naziemne, w postaci systemu zaawansowanego szkolenia opartego na symulatorach lotu. Od samolotów seryjnych, wymagano możliwości uzupełniania paliwa w powietrzu przy pomocy sztywnego łącza, cechy, której T-38 jest pozbawiony. Ograniczenia zużycia paliwa o co najmniej 10% w porównaniu z Talonami. Wymagano, aby wyposażenie kokpitu samolotu w pełni przygotowywało przyszłych pilotów do obsługi myśliwców 5. generacji. Kabina ma być wyposażona zgodnie ze standardem „szklany kokpit”. Jej oświetlenie ma być przystosowane do użycia przez załogę gogli noktowizyjnych. Maszyna ma być zdolna do samodzielnego przebazowania, z tego powodu zamawiający wymaga aby w płatowcu wygospodarowano miejsce na przestrzeń transportową o objętości 0,3 m³, mogącej pomieścić ładunek o masie 54,5 kg. Głównie rzeczy osobiste załogi. Wypowiedzi przedstawicieli USAF wskazywały również, iż w końcowej ocenie nadesłanych projektów, dużą rolę odgrywała będzie otwarta architektura systemów pokładowych, podatność nowej konstrukcji na dalsze, potencjalne modernizacje jakim poddany będzie samolot w trakcie eksploatacji. Zamawiający dopuszczał oferty oparte na istniejących już konstrukcjach, jak i te, będące jeszcze w fazie projektowania. Wymagano jednak przedstawienia przez producentów kosztów realizacji jakie będą spodziewane wraz z metodologią ich oszacowania oraz spodziewanego terminarza prac. Te wstępne jeszcze oczekiwania zaowocowały zmianami u producentów. We wrześniu 2015 roku, z konkurencji wycofany został Textron AirLand Scorpion, producent uznał, iż jej samolot nie będzie w stanie sprostać narzuconym przez siły powietrzne wymaganiom a budowa nowej konstrukcji wykracza poza możliwości finansowe firmy. 26 marca 2015 roku General Dynamics wycofał się z pozycji wiodącego partnera w konsorcjum utworzonym wraz z włoskim Alenia Aermacchi i promującym samolot T-100. W dalszej kolejności, nie widząc szans na sukces w programie T-X, rosnący stopień komplikacji projektu T-100, General Dynamics całkowicie zrezygnował z udziału w całym przedsięwzięciu. Miejsce dominującego partnera w amerykańsko-włoskim konsorcjum zajęła amerykańska firma Raytheon, która ogłosiła swoją decyzję 22 lutego 2016 roku. Z kolei Northrop Grumman, całkowicie porzucił plany wykorzystania zmodyfikowanego płatowca Hawk LIFT, który nie sprostałby wymaganym przez USAF osiągom, na rzecz całkowicie nowego projektu. W 2015 roku do spółki przyjęto nowego partnera, Scaled Composites, miał on w możliwie najkrótszym czasie, zaprojektować i zbudować zupełnie nową konstrukcję. W nowych warunkach, BAe Systems zostało podmiotem odpowiedzialnym za implementacje nowoczesnej awioniki zastosowanej w Hawku, w samolocie zaprojektowanym przez Scaled Composites. 16 grudnia 2015 roku do wyścigu o kontrakt włączył się kolejny gracz, w tym dniu, w zakładach Korea Aerospace Industries (KAI) w Sacheon odbył się uroczysty roll out prototypu T-50A. Samolot jest zmodernizowaną pod kątem wymagań US Air Force wersją szkolono-bojowego KAI T-50 Golden Eagle. Modernizacja polegała na instalacji w kabinie szerokokątnych wyświetlaczy, nowych foteli wyrzucanych, systemu umożliwiającego tankowanie w powietrzu, układu szkoleniowego, symulującego dodatkowe, „wirtualne” wyposażenie oraz uzbrojenie. Układ tankowania paliwa w locie zainstalowany został w specjalnym, konforemnym zasobniku, montowanym na czas misji na grzbiecie samolotu pomiędzy kabiną a statecznikiem pionowym samolotu. Zasobnik, pełniący równolegle rolę zbiornika pobieranego paliwa, określany jako Dorsal Air Refueling Tank (DART), przystosowany jest do preferowanego przez US Air Force systemu sztywnego łącza. Zasobnik w przypadku realizacji misji nie wymagających podawania paliwa w locie może być zdejmowany. T-50A pozbawiony jest zewnętrznych belek do podwieszania uzbrojenia. Konstrukcja skrzydeł została jednak wzmocniona na tyle, aby bez problemu dodać takie węzły w przypadku zmiany wymagań. W lutym 2016 roku Lockheed Martin oficjalnie ogłosił, iż zostaje wiodącym wykonawcą projektu T-50A. Nie była to zaskakująca decyzja, koreański producent musiał posiadać amerykańskiego partnera chcąc wziąć udział w konkursie T-X. Dotychczasowe zaangażowanie Lockheeda w projekt T-50, licencyjną produkcję KF-16 w Korei, czynił Lockheed Martin naturalnym partnerem dla KAI. Z drugiej strony, od 5 lat Lockheed Martin prowadził niezależnie od KAI własne prace nad nową maszyną zaawansowanego szkolenia. Pomimo 80 procentowego zaawansowanie projektu, zarząd firmy podjął decyzję o zakończeniu prac i przesunięcia środków na koreański projekt T-50A. Decyzja podyktowana była obawami o opóźnienie jakie mogą pojawić się w przypadku prac nad całkowicie nową konstrukcją, co w przypadku koreańskiego samolotu, mającego za sobą kilka lat prób i doświadczeń eksploatacyjnych raczej nie wchodziło w grę. Z drugiej strony, koszty przystosowania T-50 do wymagań programu T-X były 8 razy mniejsze, niż kontynuacja programu Lockheeda. Informacje o pracach nad nową konstrukcją została ujawniona przez Lockheeda w 2015 roku. Amerykański koncern jest producentem trzech wielozadaniowych myśliwców stanowiących trzon sił US Air Force – Lockheed Martin F-35 Lightning II, Lockheed F-22 Raptor i F-16 Fighting Falcon. Dzięki znajomości ich konstrukcji mógł skonfigurować T-50A pod kątem jak najlepszej realizacji zadań szkoleniowych pilotów mających usiąść za sterami wymienionych samolotów. Ukończony pierwszy prototyp T-50A, oznaczony jako TX-1, wzbił się do swojego pierwszego lotu 2 czerwca 2016 roku z koreańskiego lotniska w Sacheon. Za sterami maszyny siedział amerykański pilot doświadczalny Mark Ward. 26 lipca tego samego roku oblatano drugą z maszyn prototypowych, oznaczonych jako TX-2. Samoloty różniły się instalacją zasobnika DART na pierwszym z prototypów. Lockheed planował produkcję skrzydeł, kadłuba, usterzenia w Korei, a montaż końcowy w swoich zakładach w Greenville w Karolinie Południowej.
W lipcu 2016 roku upubliczniono pierwszą wersję zapytania ofertowego z dalszym uszczegółowieniem wymagań stawianych nowej maszynie. Tym razem duży nacisk położono na parametry lotu, akcentując zdolność do lotu z przeciążeniem większym niż 6,5 g, ale maksymalnym 7,5 g i loty z kątem natarcia na poziomie od 20° do 25°. Dodatkowo zaprezentowano specjalny system bonusowy, premiujący innowacyjność i promujący konstrukcję o jak najwyższych osiągach. System działa w ten sposób, iż zamawiający, obniża wycenę oferty producenta, w przypadku spełnienia warunków wyszczególnionych przez USAF. W przypadku czasu przygotowania do misji, oferta zostanie obniżona o 4,3 mln USD za każdą minutę poniżej progu 45 minut. W przypadku dopuszczalnych przeciążeń oczekiwanych przez siły powietrzne, za każde 0,1 g ponad 6,5 g, wartość oferty zostanie obniżona o 13,2 mln USD oraz o 4,4 mln USD za każde 0,1 g powyżej progu 7 g. W zakresie osiąganych kątów natarcia, osiągnięcie progu 25°, skutkowałoby obniżeniem wartości oferty o 51 mln USD. Presja ze strony sił powietrznych na możliwości, potencjał modernizacyjny nowej konstrukcji ma swoje uzasadnienie w tym, iż nowy samolot szkolny może pozostawać w eksploatacji przez okres około 50 lat. Tym samym jego możliwości mają być wystarczające nie tylko do wyszkolenia pilotów współczesnych maszyn F-35 lub F-22, ale również samolotów kolejnych generacji, które pojawią się w US Air Force. 30 grudnia 2016 roku ogłoszone zostały ostateczne wymagania. Obok znanych wcześniej, pojawiły się informacje dotyczące planów rozwoju konstrukcji i jej zakupów. Wymagano, aby producent był w stanie w ramach fazy rozwojowej programu (Engineering and Manufacturing Development – EMD) dostarczyć 5 samolotów testowych oraz 7 symulatorów naziemnych. W fazie niskoseryjnej (Low Rate Initial Production) i pełnoseryjnej (Full Rate Production) oczekuje się budowy 351 maszyn i 46 naziemnych symulatorów. Według planów, wstępna gotowość operacyjna ma zostać osiągnięta w 2024 roku, a pełna, końcowa gotowość operacyjna w 2034 roku. Przewiduje się, iż każdy z samolotów będzie zdolny do spędzenia w powietrzu 350 godzin rocznie. Samoloty mają znaleźć się na wyposażeniu baz Columbus Air Force Base, Laughlin Air Force Base, Sheppard Air Force Base, Vance Air Force Base i Randolph Air Force Base.
19 sierpnia 2016 roku, przypadkiem ujawniono efekt prac Northrop Grumman nad nową maszyną mającą wziąć udział w programie T-X. Na lotnisku Mojave (Mojave Air and Space Port) sfotografowano samolot biorący udział w próbach kołowania. Okazał się nim być Model 400. Samolot posiadał cywilne znaki rejestracyjne N400NT, wskazujące na to, iż zarejestrowano go w czerwcu 2016 roku. Maszyna została zbudowana ze znaczymy udziałem kompozytowych elementów konstrukcyjnych i napędzana jest pojedynczym silnikiem General Electric F404-GE-102D w wersji bez dopalania. Według niepotwierdzonych informacji maszyna została oblatana 24 sierpnia 2016 roku. Oblot trwał dwie godziny i posłużył weryfikacji działania podstawowych systemów samolotu i charakterystyk pilotażowych. Również według niepotwierdzonych informacji, Northrop zaprezentował model samolotu dziennikarzom w grudniu 2015 roku, ale nie wydał zgody na ujawnienie zdjęć z prezentacji. Pomimo wysiłku, jaki poniosło konsorcjum amerykańsko-brytyjskie, najpierw w promocję Hawka, a następnie w budowę Modelu 400, 1 lutego 2017 roku, Northrop Grumman i BAe Systems oficjalnie ogłosiły rezygnację z dalszego uczestnictwa w konkursie.
Nie potwierdzonym oficjalnie, ale pojawiającym się w mediach potencjalnym uczestnikiem programu, miały być współpracujące ze sobą firmy Sierra Nevada Corporation i turecka Turkish Aerospace Industries (TAI). W ramach ich współpracy powstaje samolot szkolny określany jako TAI T-X Freedom Trainer. Doniesienia o możliwości zaoferowania US Air Force TAI T-X pojawiły się w prasie w połowie grudnia 2016 roku. Podobnie jak Stany Zjednoczone, Turcja również staje przed potrzebą wymiany swojej floty T-38.
2 lutego 2017 roku, firma Stavatti Aerospace, właściciel praw do budowy i potencjalnych prac modernizacyjnych nad samolotem ATG Javelin, ogłosiła swój zamiar wzięcia udziału w konkursie. Javelin był już, bez powodzenia, oferowany US Air Force jako tzw. myśliwiec obrony terytorialnej (homeland defence interceptor).

### Zwycięstwo Boeinga

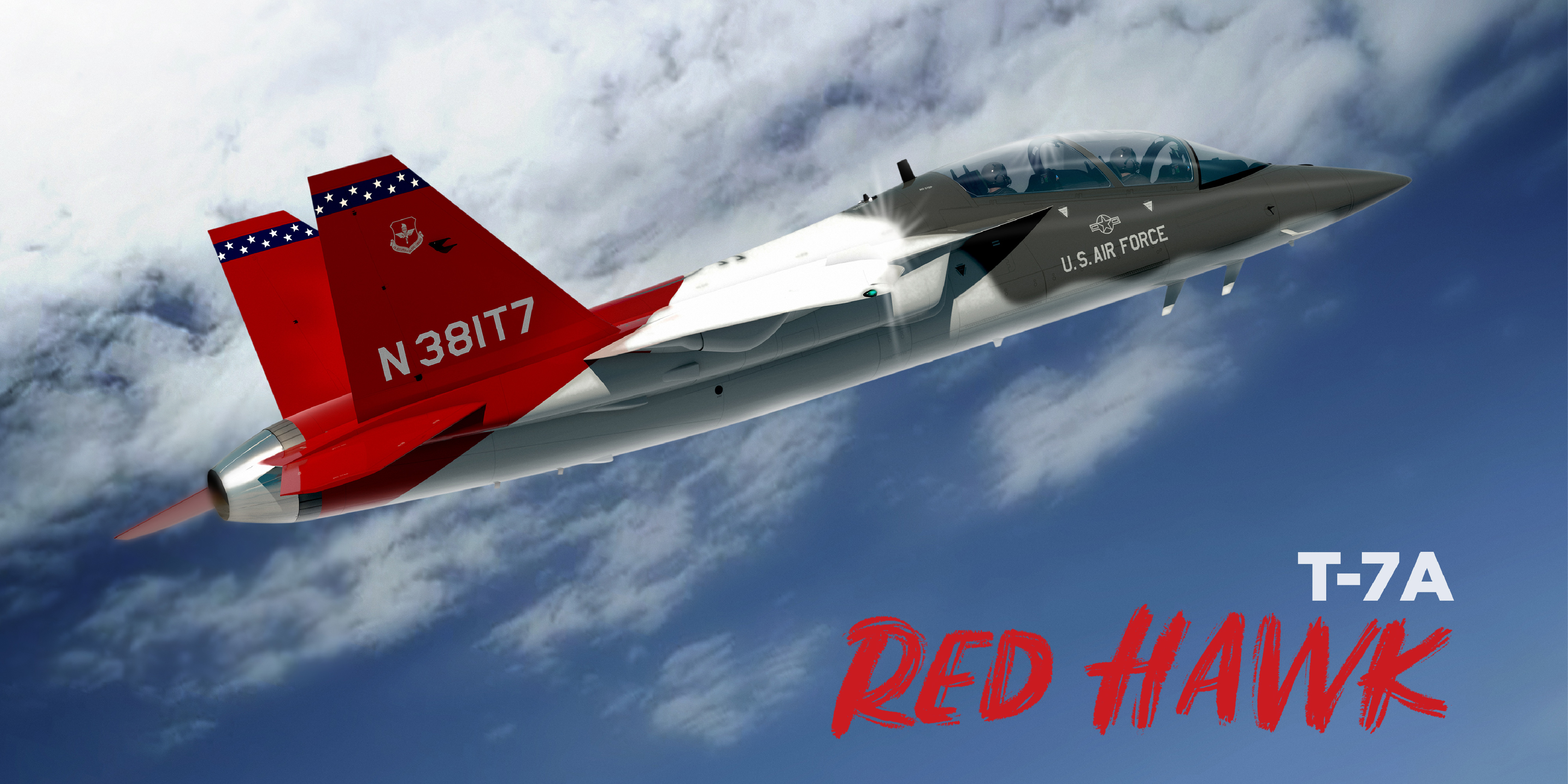
Opublikowane przez US Air Force zdjęcie T-7, w charakterystycznym dla samolotów 332. Grupy Myśliwskiej pomalowanym na czerwono ogonem

Dość późne zawiązanie konsorcjum Boeinga i Saaba sugerowało początkowo, iż Boeing wykorzysta już gotową konstrukcję. W tym przypadku, z racji partnera, miała by to być maszyna oparta na lekkim myśliwcu Saab JAS 39 Gripen. Wątpliwości zostały rozwiane 13 września 2016 roku, kiedy to zademonstrowano pierwszy prototyp nowego samolotu. Boeing wybudował od razu dwa samoloty prototypowe T1 i T2, które otrzymały fabryczne oznaczenie BTX-1. Pierwszy z nich został oblatany 20 grudnia 2016 roku. Za sterami prototypowego samolotu o numerze seryjnym c/n 00001 i cywilnej rejestracji N381TX siedział pilot oblatywacz Steve Schmidt. 24 marca 2017 roku, T1 wzbił się w powietrze cztery razy jednego dnia, pokazując swoje możliwości intensywnej eksploatacji. Drugi z prototypów, o numerach rejestracyjnych N382TX został oblatany 24 kwietnia 2017 roku. W tym samym miesiącu, 27 kwietnia 2017 roku, obydwie maszyny wzięły po raz pierwszy wzięły udział we wspólnym locie. Dwuosobowy samolot, z miejscami w układzie tandem BTX-1, promowany pod oficjalną nazwą programu T-X, swoim układem aerodynamicznym przypomina F/A-18 Horneta. Tylne miejsce w kabinie zajmuje instruktor, siedzi on wyżej względem przedniego fotela, zajmowanego przez kursanta, co pozwala na zachowanie dobrej widoczności przez obydwu członków załogi. Załoga ma do dyspozycji duże, kolorowe wyświetlacze, podobne do tych zastosowanych w samolotach Lockheed Martin F-35 Lightning II i Lockheed F-22 Raptor. W samolocie zastosowano system sterowania HOTAS. Samolot, w odróżnieniu od F-18 napędzany jest pojedynczym silnikiem, którym jest turbowentylatorowy General Electric F404. Jest to jednostka doskonale znana inżynierom Boeinga, z racji zastosowania jej właśnie w Hornecie oraz ich szwedzkim kolegom mającym doświadczenie z wersją General Electric F414, zastosowaną w JAS-39E/F. Samolot posiada podwójne, rozchylone usterzenie pionowe. Dzięki takiemu rozwiązaniu, stery zachowują swoją efektywność podczas tankowania w powietrzu, ich rozchylenie pozwala uniknąć pracy w śladzie aerodynamicznym, jaki pozostawia sztywny podajnik paliwa latającej cysterny. BTX-1 ma możliwość pobierania paliwa w powietrzu dzięki instalacji stałego gniazda na grzbiecie maszyny. Usterzenie może być również wykorzystywane jako hamulce aerodynamiczne. Chowane podwozie samolotu zaadaptowane zostało z myśliwca General Dynamics F-16 Fighting Falcon. Szwedzka strona odpowiedzialna jest za budowę środkowej i tylnej części kadłuba, amerykański Boeing za całą resztę konstrukcji i jej końcowy montaż. 27 września 2018 roku oficjalnie ogłoszono, iż samolot został zwycięzcą w programie T-X i zastąpi T-38 w roli samolotu szkolno-treningowego w amerykańskich siłach powietrznych. Wstępne plany US Air Force zakładają pozyskanie 351 samolotów i 46 symulatorów oraz niezbędne wyposażenie naziemne. 1 lipca 2019 roku, Boeing oficjalnie rozpoczął fazę EMD - Engineering and Manufacturing Development. Wzięły w niej udział obydwa wybudowane prototypy samolotu.
27 listopada 2018 roku, za sterami maszyny miał okazję usiąść pierwszy będący w służbie czynnej pilot US Air Force. Był nim głównodowodzący, podległemu Air Education and Training Command, 19th Air Force generał major Patrick Doherty. Na początku czerwca 2020 roku Boeing poinformował o ukończeniu krytycznego przeglądu projektu, który obejmował system katapultowania foteli załogi, integracje silnika z płatowcem oraz działanie zewnętrznych pylonów.
W 2022 roku projekt zanotował opóźnienie sięgające 15 miesięcy oraz nieplanowany wzrost kosztów rozwoju o 367 mln USD. Powodami obydwu problemów były przedłużające się negocjacje z podwykonawcami, pandemia COVID-19 oraz wzrost inflacji. Konstrukcja umowy nakłada na producenta obowiązek pokrycia nadmiarowego wydatku. Kolejnym elementem mającym wpływ na opóźnienie był problem jaki ujawnił się podczas badań w powietrzu samolotu. W trakcie lotów z dużym kątem natarcia, maszyna miała tendencje do wpadania w niekontrolowane przechylanie się ze skrzydła na skrzydło. Jak poinformował producent, problem udało się opanować.
26 czerwca 2023 roku z lotniska w St. Louis wystartował do swojego pierwszego lotu egzemplarz przedprodukcyjny T-7A. Maszyna jest pierwszym samolotem wybudowanym w ramach fazy EMD, która ma posłużyć do doskonalenia technologii produkcji. Program nadal notował opóźnienia. Dostawcy Boeinga borykali się z konsekwencjami epidemii COVID-19. Problemy techniczne dotknęły konstrukcje samolotu. Boeing zmaga się z kruszącą się osłoną kabiny, systemem wyrzucanych foteli i oprogranmowaniem systemu sterowania lotem.

### Cena
Wielkość zamówienia, została wyceniona przez Boeinga na 9,2 mld USD, co w zgodnej opinii obserwatorów, jest ceną wyjątkowo niską w kontekście budżetu jakim dysponowały siły powietrzne, wynoszącego 19,7 mld USD. Wobec takiego obrotu sprawy, siły powietrzne zapowiedziały zamiar zwiększenia zamówienia do 475 samolotów i 120 symulatorów. Przeszacowanie ze strony US Air Force wartości kontraktu jest skutkiem dużej konkurencji pomiędzy biorącymi udział w programie firmami. Potencjalna wielkość zamówienia, skala produkcji i późniejszej obsługi oraz prestiż związany z dostawą dla amerykańskich sił powietrznych uczyniły program T-X na tyle atrakcyjny, iż trzymanie się reżimu cenowego było znaczącym elementem w strategii każdego z biorących udział w konkursie producentów. Z drugiej strony, cena jaką podał Boeing, była według słów przedstawicieli Korea Aerospace Industries poza konkurencją. Boeing znany jest ze swojej agresywnej polityki cenowej, polegającej na znaczącym obniżeniu wartości finalnego produktu, tym samym zwiększaniu szansy na wzrost liczby zamawianych egzemplarzy samolotów oraz czerpaniu zysków głównie z obsługi, serwisowania, dostaw części zamiennych. Kolejnym elementem, mogącym przyczynić się do znaczącej obniżki wartości samolotu jest wdrażany przez Boeinga projekt określany jako Black Diamond. Pod tą nazwą kryją się nowe technologie, których użycie w projektowaniu i budowie samolotów znacząco wpłynie na skrócenie czasu potrzebnego do budowy oraz redukcję kosztów. Do owych technologii można zaliczyć zaawansowane metody projektowania komputerowego, automatyzacja procesu produkcji, produkcja części w technologii 3D. Suma nowych technologii używanych w pracach projektowo-konstrukcyjnych określana jest również mianem inżynierii cyfrowej (digital engineering). Dzięki jej implementacji w proces projektowania i budowy samolotu, od pierwszej koncepcji nowej maszyny szkolnej, do pierwszego lotu T-7 upłynęło zaledwie trzy lata. Cyfrowe wsparcie, zdaniem Boeinga, pozwoliło zredukować prace fizyczne konieczne do wybudowania nowej maszyny o 80%. Uzyskane doświadczenia w stosowaniu cyfrowych rozwiązań w projektowaniu nowych konstrukcji, pozwoliły na wprowadzenie tego typu metod do kolejnych programów realizowanych na rzecz sił powietrznych. 19 stycznia 2021 roku ogłoszono, iż powyższe technologię zostaną wykorzystane w pracach nad nowym samolotem 6. generacji prowadzonych w ramach projektu F/A-XX (Next Generation Air Dominance). Pracach nad nowymi skrzydłami dla samolotów Fairchild A-10 Thunderbolt II oraz nowymi jednostkami napędowymi dla bombowców Boeing B-52 Stratofortress.
Wygrana w projekcie T-X ma dla Boeinga kluczowe znaczenie. Ostateczny montaż samolotu, według słów producenta ma się odbywać w jego zakładach w Saint Louis w Missouri. Zakłady zostały przejęte w 1997 roku wraz z fuzją z McDonnell Douglas. W zakładach wytwarzane są samoloty McDonnell Douglas F-15 Eagle i McDonnell Douglas F/A-18 Hornet, ale realizowane obecnie zamówienia na nowe maszyny oraz programy modernizacyjne wystarczą do utrzymania linii produkcyjnych do połowy lat 20. obecnego wieku. Produkcja samolotów T-X, pozwoli utrzymać Boeingowi zakłady w zdecydowanie dłuższej perspektywie czasowej. W tych samych zakładach, równolegle prowadzone mają być pracę nad projektem bezzałogowego tankowca powietrznego dla United States Navy, Boeing MQ-25 Stingray. Uruchomienie produkcji na potrzeby T-X na terenie USA zadeklarował również szwedzki SAAB.
Pierwsza faza kontraktu o wartości 813 mln USD obejmuje, zgodnie z zapowiedzią, dostawę 5 samolotów i 7 symulatorów. Pierwsze egzemplarze mają trafić do bazy Randolph w Teksasie. Zamówienie ma zostać podzielone na jedenaście etapów. Pierwszy z nich będzie miał charakter inżynieryjno-rozwojowy, dwa kolejne produkcji małoseryjnej, a pozostałe pełnoskalowej.

## Boeing T-7 Red Hawk
16 września 2019 roku, Matthew Donovan pełniący obowiązki sekretarza sił powietrznych (en. United States Secretary of the Air Force) w Departamencie Obrony Stanów Zjednoczonych, ogłosił, iż Boeing T-X oficjalnie otrzymuje oznaczenie T-7A i nazwę Red Hawk. Nowa nazwa ma upamiętnić i oddać hołd personelowi „Tuskegee Airmen”, afroamerykańskich żołnierzy 332. Grupy Myśliwskiej. Pierwszych czarnoskórych lotników w Korpusie Powietrznym Armii Stanów Zjednoczonych. Ich poświęcenie i sukcesy jakie odnieśli w trakcie walk nad Afryką i Europą, przyczyniły się do formalnego zakończenia segregacji rasowej w amerykańskich siłach zbrojnych. Ogłoszenie informacji o nadaniu nowej nazwy miało uroczysty przebieg. Odbyło się w trakcie konferencji 2019 Air Force Association’s Air, Space and Cyber Conference w National Harbor. W trakcie prezentacji nowego oznaczenia samolotu, sekretarzowi sił powietrznych na scenie towarzyszył jeden z pilotów 332. Grupy Myśliwskiej, pułkownik Charles McGee. Pierwszy myśliwcem, który znalazł się w rękach czarnoskórych pilotów był Curtiss P-40 Warhawk, do tego nawiązuje druga część nazwy Boeinga T-7.

## US Air Force
28 kwietnia 2022 roku, podczas uroczystości, która odbyła się w zakładach w St Louis, Boeing zaprezentował pierwszą wybudowaną maszynę seryjną. Samolot pomalowany był w barwy należącego do 12th Flying Training Wing, 99 Flying Training Squadron na co dzień stacjonującego w Joint Base San Antonio-Randolph. Maszyna nosi oznaczenie EMD-1 (ang. Engineering and Manufacturing Development) i pozostaje samolotem testowym, aczkolwiek została wybudowana w standardzie seryjnym jaki trafi na wyposażenie amerykańskich sił powietrznych.

## United States Navy
14 maja 2020 roku, amerykańskie dowództwo NAVAIR (Naval Air Systems Command) opublikowało zapytanie o informacje (RFI – Request For Information), dotyczące zakupu szkolnych samolotów. Nowe maszyny miałyby docelowo zastąpić używane przez amerykańską marynarkę szkolne McDonnell Douglas T-45 Goshawk i realizować program szkolenia pilotów US Navy oraz United States Marine Corps. Goshawk jest zmodernizowaną wersją brytyjskiego samolotu szkolno-treningowego BAE Hawk Mk. 60. Konstrukcja została przystosowana do realizacji zadań na pokładzie lotniskowca. Wzmocniono strukturę płatowca, na krawędzi natarcia skrzydeł zainstalowano sloty. Zmodyfikowano podwozie, przednie, pojedyncze kółko zastępując podwójnym z zaczepem do startu przy użyciu katapulty okrętowej. Wzmocniono całe podwozie przystosowując je do dużych obciążeń podczas startów i lądowań na pokładzie lotniskowca. Podwyższono statecznik pionowy, zwiększono rozpiętość usterzenia poziomego, a pod kadłubem dodano pojedynczą powierzchnię aerodynamiczną. Amerykańska marynarka zakupiła łącznie 221 sztuk Goshawków w wariantach T-45A i T-45C. Ostatnia z zakupionych maszyn została dostarczona w 2009 roku. Samoloty są cały czas modernizowane. Pierwsze wstępne plany mające wyłonić następcę samolotów T-45 rozpoczęto już w 2010 roku, rok po otrzymaniu ostatniej z zamówionych maszyn. US Navy wzięła wówczas udział w przygotowaniach do uruchomienia programu T-X.
Opublikowane w 2020 roku zapytanie, miało umożliwić amerykańskiej marynarce ocenę dostępnych na rynku technologii i samolotów. W jakim stopniu istniejące konstrukcje spełniają oczekiwania amerykańskiego systemu szkolenia pilotów marynarki i piechoty morskiej. Dysponując taką wiedzą, US Navy będzie mogła precyzyjnie określić swoje wymagania w finalnym projekcie, mającym wyłonić następcę T-45. Opublikowane w maju zapytanie, dotyczy dwumiejscowego samolotu bazowania lądowego, przeznaczonego do zaawansowanego szkolenia. Od konstrukcji nie jest wymagana możliwość startu i lądowania na pokładzie lotniskowca, płatowiec musi jednak być na tyle solidną konstrukcją aby realizować zadania z dużą prędkością opadania i przyziemienia. Samolot musiałby być również zdolny do wykonania manewru touch and go. Manewr polega na lądowaniu na pokładzie lotniskowca, ale bez użycia haka hamującego, i natychmiastowego startu bez zatrzymywania samolotu. Samolot musi również mieć możliwość przenoszenia podwieszanego uzbrojenia ćwiczebnego.
Wstępne plany zakładały, iż potencjalnie oferenci mogli składać swoje propozycje do 13 lipca 2020 roku. Czas ten jednak został wydłużony. Wśród potencjalnych kandydatów oferujących swoje propozycje mieli się znaleźć Boeing ze swoim T-7 Red Hawk, Lockheed Martin i rozwijany wspólnie z KAI T-50A oraz Leonardo ze swoim T-100.

## Produkcja
23 lutego 2021 roku Boeing poinformował, iż w jego zakładach w St. Louis, uruchomiona została w pełni przygotowana do podjęcia produkcji i oprzyrządowana linia produkcyjna. W St. Louis produkowane będą przednia część kadłuba samolotu oraz końcowy montaż T-7A. 6 grudnia 2020 roku, w szwedzkich zakładach Saab w Linköping, ukończono budowę pierwszej sekcji kadłuba dla pierwszej seryjnej maszyny. Docelowo, części i elementy samolotu, za które odpowiada szwedzki partner Boeinga, również budowane będą na terenie Stanów Zjednoczonych. Ich produkcja odbywać się będzie w nowo wybudowanej fabryce Saab Aeronautics Indiana w West Lafayette w Indianie. Usterzenie i skrzydła samolotu produkowane będą przez Triumph Aerospace Structures.

## Potencjał eksportowy
Wśród potencjalnych krajów wymienianych w kontekście potencjalnych eksportowych odbiorców samolotu Boeinga i SAAB-a wymienia się Szwecję i Australię. Szwecja już od kilku lat prowadzi prace nad znalezieniem następcy wysłużonych samolotów Saab 105. Wśród potencjalnych kandydatów do zastąpienia wysłużonych Saab 105 wymienia się również włoskie Alenia Aermacchi M-345. Z kolei Australia planuje w niedalekiej przyszłości zastąpić swoje Hawk 127, w tym celu zamierza zakupić 33 samoloty. Boeing zaoferował jej swój T-7 Red Hawk. Dysponujący dużym zamówienie ze strony US Air Force Boeing, będzie mógł jeszcze bardziej uatrakcyjnić swoją cenę dla nowych, potencjalnych odbiorców. Zainteresowanie nabyciem samolotu wyraziła Serbia, która chciałaby zakupić 20 samolotów. 22 czerwca 2021 roku, malezyjskie ministerstwo obrony ogłosiło międzynarodowy przetarg, którego celem jest wyłonienie następców Aermacchi MB-339CMD i BAE Hawk Mk 108 używanych w Malezji jako lekkie samoloty bojowe oraz do szkolenia zaawansowanego. Docelowo Malezyjczycy chcą zakupić 36 maszyn. Oczekuje się, iż Boeing weźmie udział w konkursie.
Swoje lotnictwo bojowe zamierza modernizować Ukraina, która w niedalekiej przyszłości będzie zmuszona wycofać z eksploatacji swoje Su-27, MiG-29, Su-25 i Su-24. Mają one zostać zastąpione przez maszyny zachodniej produkcji lub ich licencyjne wersje budowane w kraju. Konsekwencją zmian ma być również modernizacja lotnictwa szkoleniowego, wśród potencjalnych nowych nabytków Ukrainy, które miałyby wypełniać zadania szkolno-treningowe, wymieniane są samoloty T-7 Red Hawk.

## Potencjał modernizacyjny
T-7 został zaprojektowany jako maszyna dysponująca dużym potencjałem modernizacyjnym, może on zostać wykorzystany do modernizacji samolotu, mającej na celu przystosowanie go do wypełniania innych zadań niż tylko szkolno-treningowe. Podobną ewolucję przeszedł samolot szkolno-treningowy Alenia Aermacchi M-346. Włoski producent dysponuje wariantem M-346FT (Fighter Trainer), zdolnym do przenoszenia szerokiego wachlarza uzbrojenia oraz jego rozwinięciem oznaczonym jako M-346FA (Fighter Attack). We wrześniu 2019 roku Kongres Stanów Zjednoczonych zapoznał się z wynikami studium, mającego na celu ocenę przydatności T-X w realizacji misji bojowych. Amerykański Kongres zatwierdził wnioski studium, wskazujące, iż nowy samolot Boeinga, z powodzeniem może pełnić rolę lekkiej maszyny myśliwskiej, taniej alternatywy dla współczesnych samolotów 4. i 5. generacji, wykorzystywanych do realizacji zadań obrony powietrznej kraju. T-X, w warunkach pokojowych, przy braku zagrożenia ze strony potencjalnego przeciwnika w głębi własnego terytorium, może wykonywać misję air policing, przechwytywania i identyfikacji maszyn, z którymi utracono/nie nawiązano łączności radiowej, identyfikacji wzrokowej itp. W takich warunkach drogie i zdecydowanie bardziej skomplikowane myśliwskie samoloty wielozadaniowe mogłyby zostać przesunięte do wykonywania innych zadań, poza granicami kraju.